# Ulrich Bächli
Ulrich Bächli (cocnocido como Ueli Bächli; Zúrich, 5 de enero de 1950) es un deportista suizo que compitió en bobsleigh en las modalidades doble y cuádruple.
Participó en dos Juegos Olímpicos de Invierno en los años 1976 y 1980, obteniendo dos medallas, plata en Innsbruck 1976 y plata en Lake Placid 1980. Ganó cuatro medallas en el Campeonato Mundial de Bobsleigh entre los años 1977 y 1982, y cinco medallas en el Campeonato Europeo de Bobsleigh entre los años 1979 y 1982.

## Palmarés internacional
| Juegos Olímpicos   | Juegos Olímpicos             | Juegos Olímpicos  | Juegos Olímpicos |
| Año                | Lugar                        | Medalla           | Prueba           |
| ------------------ | ---------------------------- | ----------------- | ---------------- |
| 1976               | Innsbruck (Austria)          | Medalla de plata  | Cuádruple        |
| 1980               | Lake Placid (Estados Unidos) | Medalla de plata  | Cuádruple        |
| Campeonato Mundial |                              |                   |                  |
| Año                | Lugar                        | Medalla           | Prueba           |
| 1977               | Sankt Moritz (Suiza)         | Medalla de plata  | Cuádruple        |
| 1978               | Lake Placid (Estados Unidos) | Medalla de plata  | Cuádruple        |
| 1979               | Königssee (RFA)              | Medalla de bronce | Cuádruple        |
| 1982               | Sankt Moritz (Suiza)         | Medalla de plata  | Doble            |
| Campeonato Europeo |                              |                   |                  |
| Año                | Lugar                        | Medalla           | Prueba           |
| 1979               | Winterberg (RFA)             | Medalla de plata  | Doble            |
| 1979               | Winterberg (RFA)             | Medalla de plata  | Cuádruple        |
| 1980               | Sankt Moritz (Suiza)         | Medalla de oro    | Cuádruple        |
| 1980               | Sankt Moritz (Suiza)         | Medalla de bronce | Doble            |
| 1982               | Cortina d'Ampezzo (Italia)   | Medalla de bronce | Doble            |